# Cimarrones de Sonora
A Cimarrones de Sonora (nevének jelentése: sonorai vadjuhok) a mexikói Sonora állam fővárosának, Hermosillónak a mexikói másodosztályú bajnokságban szereplő labdarúgócsapata. Stadionjuk az Estadio Héroe de Nacozari, címerük tetején egy vadjuh feje látható oldalnézetből.

## Története
A csapatot 2013 nyarán alapították. Bár a pályán elért eredményeik alapján nem jutottak volna fel a harmadosztályból a másodosztályba, ám 2015 nyarán, amikor utóbbi bajnokság csapatainak számát 14-ről 16-ra emelték, mégis új csapatként a másodosztály résztvevőivé váltak. Itt első mérkőzésükön egy öngóllal 1–0-s vereséget szenvedtek az Alebrijes de Oaxaca otthonában.